# Dongxi Shuiku
Dongxi Shuiku är en reservoar i Kina. Den ligger i provinsen Fujian, i den sydöstra delen av landet, omkring 230 kilometer nordväst om provinshuvudstaden Fuzhou. I omgivningarna runt Dongxi Shuiku växer i huvudsak blandskog.
Genomsnittlig årsnederbörd är 2 531 millimeter. Den regnigaste månaden är juni, med i genomsnitt 446 mm nederbörd, och den torraste är oktober, med 28 mm nederbörd.